# 4793 (1988 RR4)
4793 (1988 RR4) је астероид главног астероидног појаса са средњом удаљеношћу од Сунца која износи 2,669 астрономских јединица (АЈ).
Апсолутна магнитуда астероида је 12,8.